# Ethan Allen

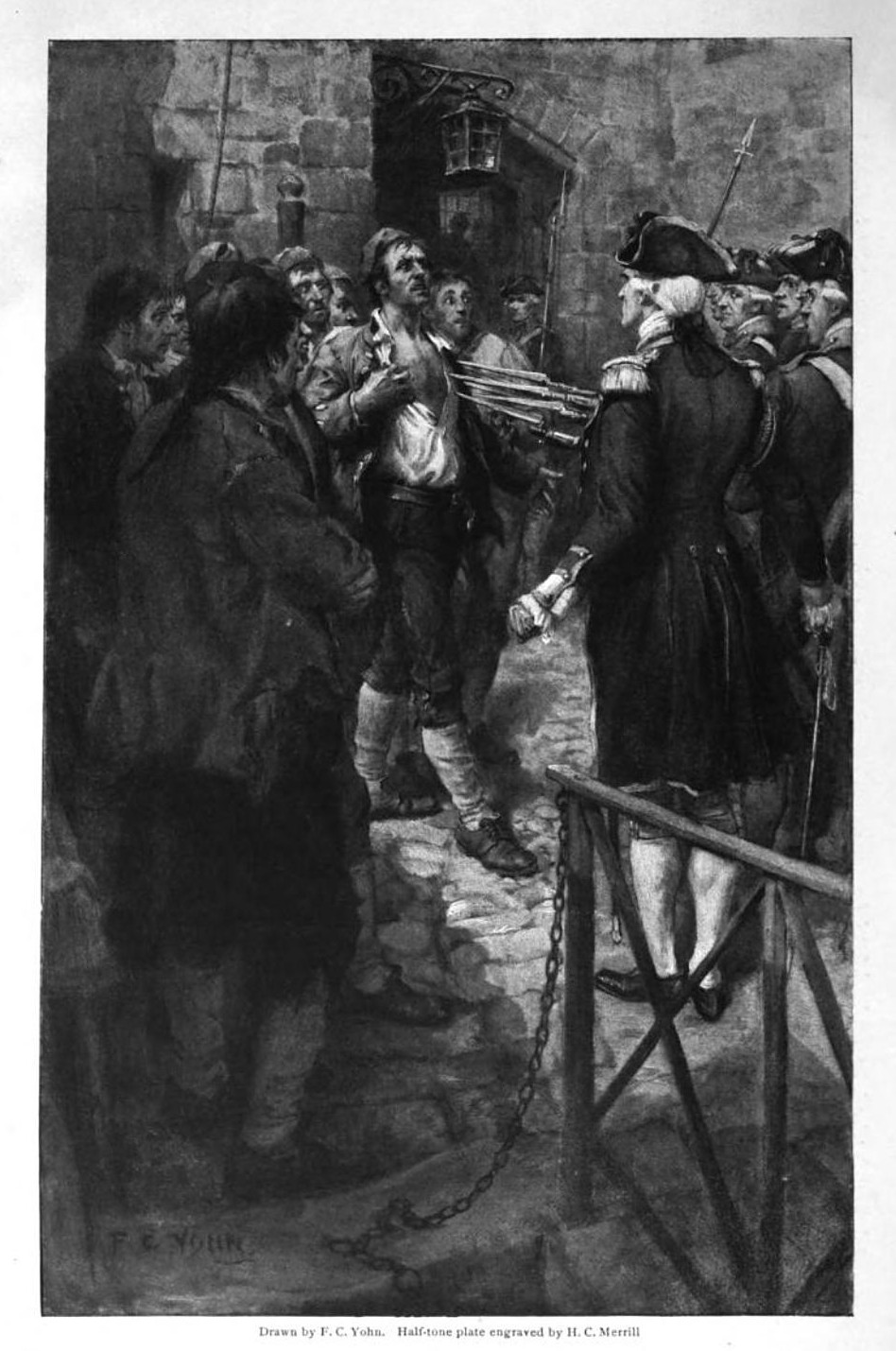
Ethan Allen.

Ethan Allen (Litchfield, Connecticut, 21 de enero de 1738 - Burlington, Vermont, 12 de febrero de 1789) fue un soldado estadounidense.
Participó en la Guerra Franco-Indígena entre 1754 y 1763, después se asentó en lo que hoy es Vermont. Al comienzo de la Guerra de Independencia de los Estados Unidos, su pelotón llamado Green Mountain Boys que fue organizado en 1770, ayudó a derrotar a los británicos en la captura del Fuerte Ticonderoga en 1775.
Siendo voluntario de las tropas comandadas por el general Philip Schuyler, intentó tomar Montreal pero fue capturado por los ingleses que lo mantuvieron prisionero hasta 1778. Entonces regresó a Vermont, donde trabajó por la estadidad de la región, al no conseguir esto, se esforzó en negociar la anexión de Vermont a Canadá. Murió debido a un accidente cerebrovascular.
- Datos: Q552007
- Multimedia: Ethan Allen / Q552007